# Ammár bin Jachlef
Ammár bin Jachlef (arabsky عمار بن يخلف‎), (francouzsky Amar Benikhlef) (* 11. ledna 1982) je alžírský zápasník – judista, stříbrný olympijský medailista z roku 2008.

## Sportovní kariéra
Připravuje se na předměstí Alžíru v klubu al-Haraš (El Harrach). V roce 2004 se vítězstvím na africkém mistrovství kvalifikoval na olympijské hry v Athénách, kde skončil ve druhém kole. V roce 2008 se opět vítězstvím na africkém mistrovství kvalifikoval na olympijské hry v Pekingu a velmi dobře načasoval formu. Ve čtvrtfinále nepustil Švýcara Aschwandena do úchopu a zvítězil na koku (šido). V semifinále kata-gurumou na ippon zlomil odpor Francouze Matthieu Dafrevilleho a slavil senzační postup do finále. Ve finále proti Gruzínci Cirekidzemu s jistou olympijskou medailí nenavázal na své předchozí vystoupení. Hned v úvodu dostal za vyšlápnutí z tatami šido a toto bodové manko nedokázal do konce zápasu smazat. Získal stříbrnou olympijskou medaili. V dalších letech se ho citelně dotkla nová pravidla boje, která prakticky zakázala jeho osobní techniku kata-guruma a v roce 2012 se na olympijské hry v Londýně nekvalifikoval.

## Výsledky
| Turnaj             | 2004 | 2005         | 2006         | 2007         | 2008         | 2009         | 2010         | 2011         | 2012         | 2013         |
| Turnaj             | 22   | 23           | 24           | 25           | 26           | 27           | 28           | 29           | 30           | 31           |
| Turnaj             |      | střední váha | střední váha | střední váha | střední váha | střední váha | střední váha | střední váha | střední váha | střední váha |
| ------------------ | ---- | ------------ | ------------ | ------------ | ------------ | ------------ | ------------ | ------------ | ------------ | ------------ |
| Olympijské hry     | úč.  |              |              |              | 2.           |              |              |              | —            |              |
| Mistrovství světa  |      | —            |              | úč.          |              | —            | úč.          | úč.          |              | —            |
| Africké hry        |      |              |              | 2.           |              |              |              | 1.           |              |              |
| Mistrovství Afriky | 1.   | —            | 3.           |              | 1.           | —            | 1.           | —            | 3.           | 3.           |